# Schizocosa malitiosa
La Schizocosa malitiosa es una araña de la familia Lycosidae, es una araña lobo, llamada también vagabunda o licosa, es errante,  de hábitos generalistas, se puede encontrar en refugios circunstanciales como grietas en piedras, pastos, hojarasca o troncos caídos.

## Características generales
Son arañas solitarias y vagabundas durante la mayor parte de su vida, capturan sus presas cazándolas, ya sea corriendo tras estas, o permaneciendo quietas para pasar desapercibidas y luego emboscándolas, debido a que no construyen telas. Las arañas lobo se alimentan mayoritariamente de insectos y otras arañas. Los niveles de canibalismo son altos y siguen el criterio ‘el de mayor tamaño se come al menor’. Lo más frecuente es que los adultos se alimenten de juveniles y las hembras se alimenten de machos, aunque existen excepciones en algunas especies de la familia Lycosidae.
Por sus estrategias activas de caza, las arañas lobo precisan tener buena visión. Como la mayoría de las arañas, las lobo poseen ocho ojos y detectan principalmente movimientos. La disposición ocular característica para la familia Lycosidae es de cuatro ojos pequeños anteriores y dos pares de ojos grandes posteriores. Con la excepción de los ojos medianos anteriores, los ojos de las licosas poseen una membrana reflectora llamada “Tapetum lucidum” que refleja la luz exterior y les permite mejorar la visión en condiciones de baja luminosidad. Esta membrana es la que permite a los investigadores reconocerlas y localizarlas durante la noche, aun a distancias de varios metros, cuando son iluminadas frontalmente con la luz de una linterna.
El cortejo en arañas lobo incluye el intercambio de señales químicas, vibratorias, visuales y táctiles. En general, las hembras depositan feromonas en los hilos de seda que liberan al caminar. Los machos detectan la presencia de las señales químicas femeninas e inician el cortejo que incluye sacudidas de patas anteriores y tamborileo sobre el sustrato, que puede ser tierra, arena u hojarasca, entre otras señales de comportamiento.
La posición de apareamiento de las licosas implica la monta del macho sobre la hembra, pero con los cuerpos en sentidos opuestos. Esta posición se considera relativamente segura para el macho ya que facilita su escape luego de finalizar la cópula, evitando un posible ataque para ser canibalizado por parte de la hembra.
Otra característica de las arañas lobo es que las hembras oviponen y depositan sus huevos en una bolsa u ooteca que llevan adosada a sus hileras de la seda (apéndices modificados localizados en el extremo del área posterior abdominal por los cuales se libera la seda).
Al momento de nacer las crías, estas trepan al dorso de su madre y permanecen allí por una semana aproximadamente (este tiempo varía entre las especies), hasta el momento de su dispersión. De las crías que nacen, muy pocas llegarán a adultas y podrán reproducirse.

## Descripción particular de la Schizocosa malitiosa
Son arañas relativamente grandes, el cuerpo de la hembra puede medir hasta 4,5 cm y el de los machos 1,7 cm. El macho se distingue por poseer patas largas y abdomen pequeño. El vientre es de color claro. Respecto a su comportamiento, el período sexual es otoñal. La cópula dura en promedio 90 minutos y presenta muchas inserciones palpares. Las hembras fecundan los huevos en primavera y construyen la ooteca, que mantienen colgada de sus hileras en el nido de cría. Las arañitas emergen al mes y se suben al dorso de la madre, que sale del nido para su dispersión. Cada hembra construye cuatro ootecas entre septiembre y marzo, naciendo unas 1.500 arañitas. Muy pocas de estas crías sobreviven hasta la adultez.

## Hábitat y distribución mundial y en Uruguay
Su distribución conocida a nivel mundial es Argentina, Bolivia y Uruguay. En Uruguay, se encuentra ampliamente distribuida en todo el país, más frecuentemente en la franja costera arenosa de balnearios de Canelones y Maldonado, adaptándose a la forestación y a la urbanización.

## Comunicación durante el cortejo

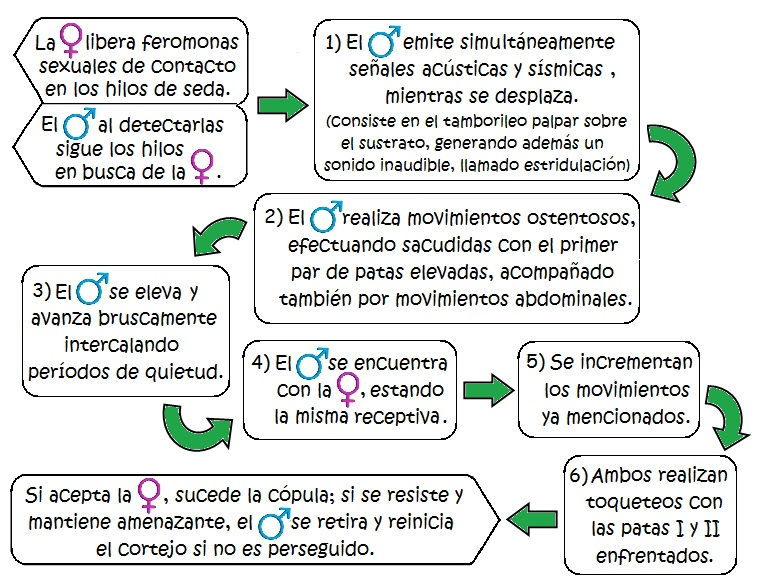
Comunicación durante el cortejo de Schizocosa malitiosa

Las arañas se comunican esencialmente durante el cortejo (también denominado apareamiento o pre copulación), mediante códigos estrictos que aseguran la unión exclusivamente coespecífica, una eficiente barrera reproductora contra la hibridación con especies próximas.
La comunicación durante el cortejo de Schizocosa malitiosa implica todos los canales de comunicación, se considera multimodal, implicando la emisión y recepción de señales químicas, vibratorias, visuales y táctiles, para efectivizar el reconocimiento y encuentro sexual.
El comportamiento pre-copulatorio del macho está formado por siete pasos comportamentales (Detección de la hembra, Sacudidas, Desplazamiento, Quietud, Tamborileo palpar, Movimientos abdominales, Intento de monta), distribuidos en dos fases: una primera fase provocada por la feromona sexual femenina que finaliza con la detección de la hembra, y una segunda fase provocada por la visualización o contacto directo de la hembra que culmina con la cópula.
El cortejo inicia con el canal químico, a través del reconocimiento por parte del macho de feromonas sexuales de contacto, que se encuentran asociadas a los hilos de seda que deja la hembra al caminar. El macho encuentra los hilos de seda y los sigue en busca de la hembra, comenzando desde ya con el cortejo, si acaso la hembra esta próxima puede a priori persuadirla e inhibir o evitar respuestas no sexuales como puede ser el canibalismo sexual.
Este emite simultáneamente señales vibratorias y visuales, mientras se desplaza. El canal vibratorio consiste en el tamborileo palpar que consta de movimientos rápidos y alternados de arriba hacia abajo de los palpos sobre el sustrato, generando un sonido inaudible llamado estridulación.
El canal visual comprenderá las sacudidas, las cuales son movimientos ostentosos hacia arriba y abajo, así como hacia atrás y adelante, que el animal efectúa bruscamente con el primer par de patas elevadas, acompañado también por movimientos abdominales.
Precedentemente efectúa movimientos lentos y temblorosos con una o dos patas, para posteriormente realizar las sacudidas. Estas pueden acontecer aisladas o en series, a la vez el animal se eleva y avanza bruscamente intercalando períodos de quietud. Cuando el macho se encuentra con la hembra, estando la misma en un estado receptivo, comienza a participar la comunicación táctil, donde se incrementan los movimientos anteriormente mencionados.
Por último, el macho monta a la hembra, que frecuentemente se resiste y durante varios segundos el macho debe mostrar su vigor y resistencia, a la vez que la hembra probablemente lo “analiza” tactoquímicamente. De aceptar la hembra, sucede la cópula; de resistirse y mantenerse amenazante durante diez segundos aproximadamente, el macho se retira y reinicia el cortejo si no es perseguido.
En arañas, los canales sensoriales son reportados más frecuentemente en contextos sexuales, en Schizocosa malitiosa se aprecia la participación de todos los canales de comunicación existentes durante su cortejo, lo cual lo hace multimodal.